# Guerra isáurica
La guerra isáurica fue un conflicto militar que duró desde el 492 hasta el 497 y que se libró entre el ejército del Imperio romano de Oriente y los rebeldes de Isauria. Al final de la guerra, el emperador Anastasio I recuperó el control de la región de Isauria y los líderes de la revuelta fueron asesinados.

## Antecedentes
Durante el reinado de Teodosio II (408-450) habitantes de Isauria, una provincia pobre y montañosa en el Asia Menor, llegaron por primera vez a un alto cargo en el Imperio romano de Oriente. El emperador León I (r. 457-474) promovió deliberadamente a los isauros a puestos importantes en la administración civil y militar para contrarrestar el poder de los todopoderosos elementos germánicos. Los isauros, sin embargo, fueron despreciados como semi-bárbaros por la población de Constantinopla, que en 473 se levantaron en una revuelta anti-isáurica en el Hipódromo y en 475 derrocó al recién coronado emperador isáurico Zenón (r. 474-475 y 476-491), matando a todos los isauros de la ciudad en el proceso. Zenón regresó al trono en el año 476, esta vez reinando hasta su muerte en 491. Obviamente, bajo este emperador sus compañeros isáuricos prosperaron, y la oposición a ellos, aunque cada vez más, no tenía ninguna posibilidad de expresarse. En 484, el magister militum Illos se rebeló contra Zenón y huyó hacia el este, donde apoyó la usurpación de Leoncio. Eso, sin embargo, terminó en 488 con la captura y ejecución de los dos líderes rebeldes.

## Conflicto
En 491 el emperador Zenón murió y fue sucedido por el silentiarius Anastasio I, elegido por la emperatriz Ariadna. Durante el breve interregno, el populacho de Constantinopla había dado claramente sus puntos de vista sobre la sucesión a gritos en el Hipódromo exigiendo un "emperador romano", rechazando así la posible sucesión de Longino, el hermano de Zenón. En el mismo año, los disturbios anti-isáuricos estallaron en el Hipódromo, y Anastasio mandó al exilio a Longino y a varios otros isauros, como el general Longino de Cardala. En 492 los isauros comenzaron una revuelta, pero en el mismo año sus fuerzas conjuntas fueron derrotadas por el ejército imperial, dirigido por los generales Juan el Escita y Juan Gibbo (Juan el Jorobado), en la batalla de Cotyaeum, en Frigia. Los isauros sobrevivientes se refugiaron en las fortalezas montañosas de su lugar de origen y se mantuvieron haciendo la guerra. En 493 el general Diogeniano capturó Claudiópolis, pero fue sitiado allí por los isauros, dirigidos por el ex-obispo Conon. Para su ayuda vino Juan Gibbo que, ayudado por una salida de Diogeniano, obtuvo una victoria abrumadora en contra de los isauros, en el que Conón murió.
De 494 a 497 los isauros se encerraron en sus fortalezas en las montañas isáuricas, donde recibieron suministros de Longino de Selinunte por el puerto de Antioquía.
En 497 Juan el Escita mató a Longino de Cardala y Atenodoro, cuyas cabezas fueron expuestas en una lanza en Tarso, lo que puso fin a la guerra. En 498, Juan Gibbo capturó a los últimos líderes enemigos, Longino de Selinunte e Indes, y los envió al emperador, quien les hizo desfilar por la calle principal de Constantinopla en el Hipódromo, donde tuvieron que realizar la proskynesis frente al kathisma imperial.

## Consecuencias
En 495, el emperador Anastasio I confió al Patriarca de Constantinopla Eufemio que estaba cansado de la guerra. Eufemio informó de esto a Juan, el hijo del líder isáurico Atenodoro, quien lo remitió de nuevo a Anastasio. Por otro lado, el emperador había entrado en conflicto con Eufemio antes de ascender al trono. Anastasio, que tenía simpatías monofisitas, se había visto obligado por Eufemio a firmar una declaración de ortodoxia antes de ser coronado. Por estas razones, decidió acusar al Patriarca de traición por revelar los planes del enemigo. En 496, Eufemio fue excomulgado y depuesto.
Después de la guerra, Anastasio recompensó a sus generales con el consulado: Juan el Escita ocupó el cargo en 498 y Juan Gibbo en 499. Anastasio también ordenó al arquitecto Eterio construir la Puerta de Chalke del Gran Palacio de Constantinopla para celebrar la victoria, y el poeta Cristodoro conmemoró la guerra en un poema (ahora perdido) en seis libros, titulado Isaurica.